# Шато Кос Д’Эстурнель

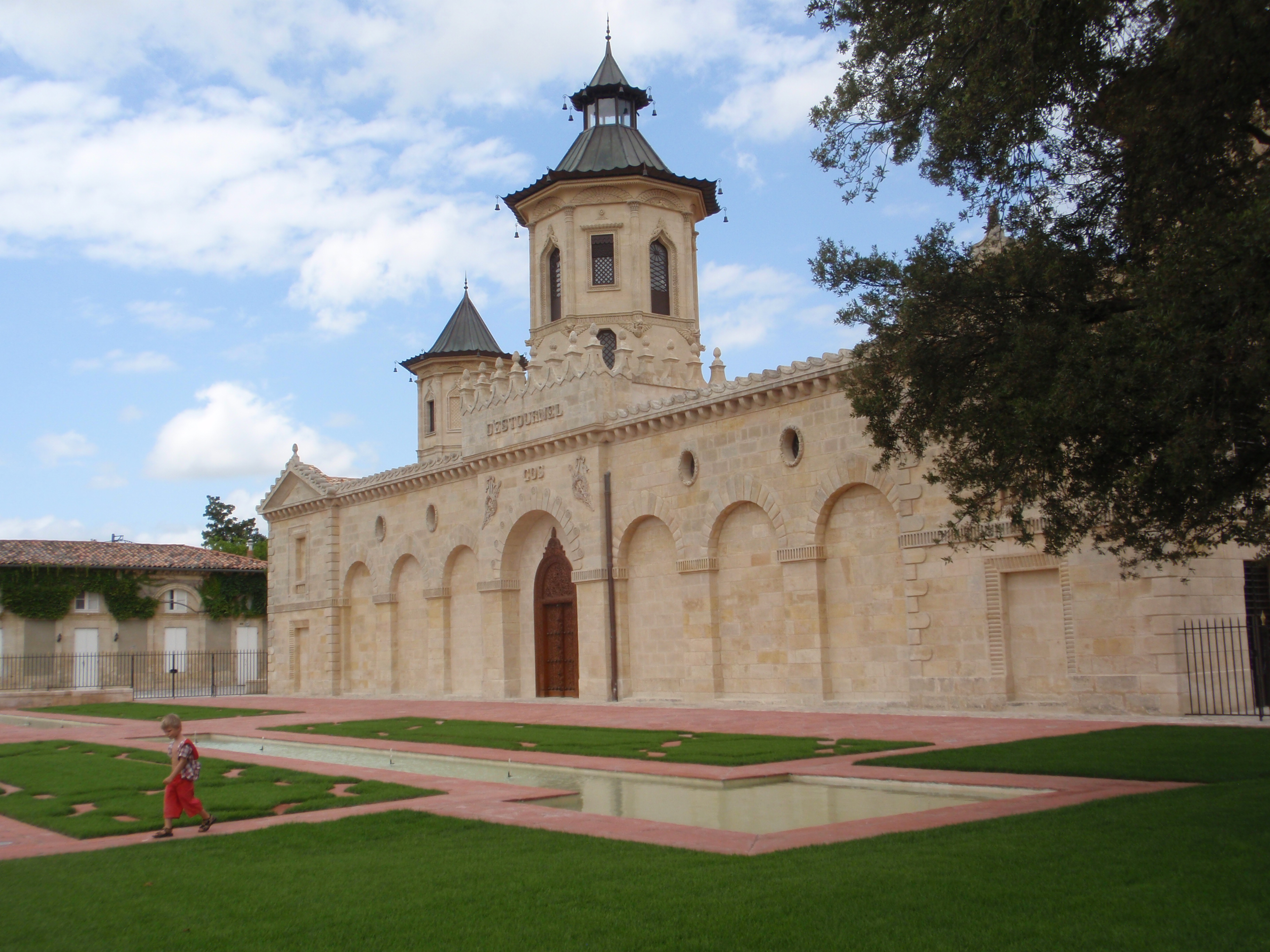
Поместье Кос Д’Эстурнель

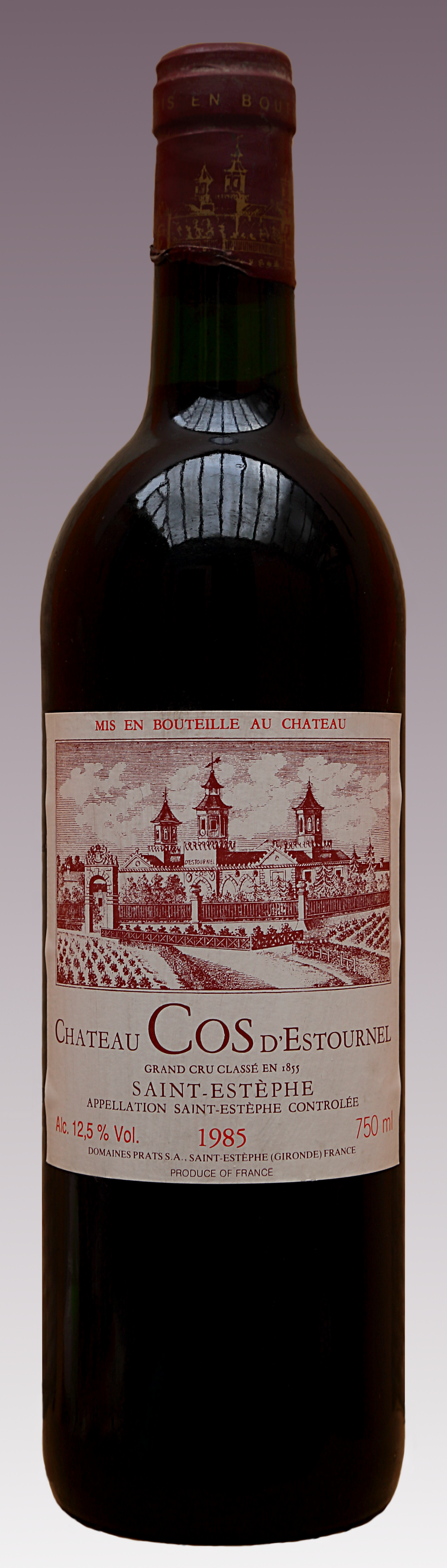
Бутылка Château Cos d'Estournel

Шато Кос Д’Эстурнель (фр. Château Cos d’Estournel) — поместье, расположенное в аппелласьене Сэнт Эстеф, субрегиона Медок региона Бордо. На его винодельне производится одноименное красное сухое вино Cos d’Estournel, которое является одним из пятнадцати вин «второго класса» согласно официальной классификации вин Бордо 1855 года.

## История
Слово «кос» в названии произошло от французского слова «caux», которые переводится как «маленький гравийный холм». Второе слово — производное от имени первого владельца. Луи-Гаспар Д’Эстурнель проживал в Поми, где сейчас производят Château Pomys. Этим фактом объясняется отсутствие шато рядом с винодельней. Вместо него стоит экзотическое строение из камня, напоминающее пагоду. Оно находится на холме. Здание изображено на этикетке производимого на винодельне напитка. Первые упоминания о создании вина на территории винодельни датируется 1810 годом.

## 19-й век
Луи Гаспар занимался ввозом в страну арабских скакунов. Корабли, на которых их привозили, шли на восток пустыми, и однажды Д’Эстурнель решил отправить на них бочки с вином. По легенде напиток не понравился арабам и вернулся обратно. За время путешествия его вкусовые качества улучшились, что позволило Луи Гаспару продать товар дороже. С тех пор цена на вино остается сравнительно высокой.
Д’Эстурнель испытывал серьезные финансовые проблемы и был вынужден продать хозяйство в 1811 году. Покупателем стал чиновник из Парижа Лапейрьер. По условиям контракта Луи Гаспар мог выкупить поместье в течение 5 лет. Но произошло это лишь спустя 10 — в 1921-м. Д’Эструнель расширил виноградники и улучшил винодельческую инфраструктуру, купил несколько земель, которые располагались по соседству. При нем был построено основное здание поместья. В 1853 Луи-Гаспар умер.
Поместье было куплено англичанином Мартином за 1 125 000 фунтов. Новый хозяин редко посещал свои владения, но тщательно соблюдал традиции местных виноделов. В 1855 местное вино классифицировали как второе вино в официальной классификации вин Бордо. Год спустя ему достался главный приз Сельскохозяйственного общества за безупречное ведение хозяйства, внедрение новых методов производства и отношение к работника. Во многом это произошло из-за грамотного управления хозяйством винным торговцем — Жировом Кьяпеллой, которому принадлежала другая винодельня — Шато Ля Миссион О-Брион (фр. Château La Mission Haut-Brion). Спустя 16 лет Мартин продал Кос.
В 1869 владельцем Коса стал месье Д’Эразю. Он вел праздный образ жизни. В годы его владения поместьем в Медок пришла эпидемия лучистой росы. Виноградники атаковала плесень и филлоксера. Это сильно ударило по местному винограду. В 1894 Д’Эразю обанкротился и был вынужден продать поместью братьям Остен. Спустя семь лет один из их дочерей вышла замуж за представителя семьи Шармолю, которой принадлежало Шато Монтроз, и поместье перешло к новой семье невесты.

## 20-й век
В 1917 году его владельцем стал Фернан Жинестэ. Это было первое винодельческое поместье Фернана. Позднее он приобретет еще несколько шато. Например, Шато Марго (фр. Château Margaux). Далее владельцем Кос стал сын Фернана — Пьер, а после — его дочь Арлет. Она вышла замуж и стала членом семьи Пратт. В 1970 поместье перешло во владение этой семьи. Вплоть до 1998 поместье управлялось сыном Арлет Бруно. В 1990 произошла реконструкция главного здания винодельни. Во время Второй мировой войны на его территории располагались зенитные установки, и две трети каменной кладки пришлось восстанавливать. Также ремонту подверглась медная кровля. До 1994 года вино, производимое на винодельни, но не удовлетворявшее стандартам Château Cos d’Estournel, продавалось под брендом Château Marbuzet. Так называлось соседнее поместье, которое принадлежало семье Пратт. В 1995 Château Marbuzet перешло на производство исключительно из собственного урожая, а поместье Кос стало делать свое «второе» вино — La Pagodes de Cos. В тот же год открылся музей при винодельни. В 1998 поместье было продано компании Taillan и группе аргентинских инвесторов. Спустя два года его купил Михаэль Рейбьер. Каждая из сделок обошлась покупателям в 800 млн швейцарских франков.

## Поместье Кос
Поместье называют «Тадж Махалом Бордо». Его площадь — 65 гектар. 60% виноградников занимает каберне совиньон, 40% — мерло. Регулярный объем годового производства — 28 000 ящиков. Доля «первого» вина в нем — 20 000. Средняя плотность посадки составляет 9500 лоз/га. Средняя урожайность — 50 гекалитров/га. Виноградники находятся на склонах, и высота посадки сильно отличается. Самая высокая часть склона понимается на 25 метров, а самая низкая — на 4. Самые высокие виноградник расположены вблизи реки Жиронда, что опускает температуру на 2-3 градуса. Эти факторы создают яркую кислотность и отличительную минеральность, а также сложный аромат. В 2008 винодельня была реконструирована. Поместье открыто для посещения туристами по предварительной договоренности.

## Ассортимент вин
Cos d’Estournel (12,5%) — красное сухое вино. Выдерживается в дубовых бочках в течение 18-22 месяцев (80% новые). Снятие осадка происходит каждые 3 месяца. Состав — каберне совиньон и мерло. В некоторых классификациях Cos d’Estournel называют «супер» вином второго класса. Специалисты называют его и Montrose лучшими напитками в Сент Эстефе. При изготовлении используются марта винограда каберне совиньон (65%) и мерло (35%).
Les Pagodes de Cos (13,5%) — красное сухое вино. Состав — каберне совиньон (55%), мерло (36%), каберне фран (5%), пти вердо (4%).
Cos d’Estournel blanc — белое вино. Для производства используется совиньон блан (65%), семильон (35%).
Goulee by Cos d’Estournel — красное сухое вино, в которое производится из мерло (86%), каберне совиньон (13%) и каберне фран (1%).

## Галерея

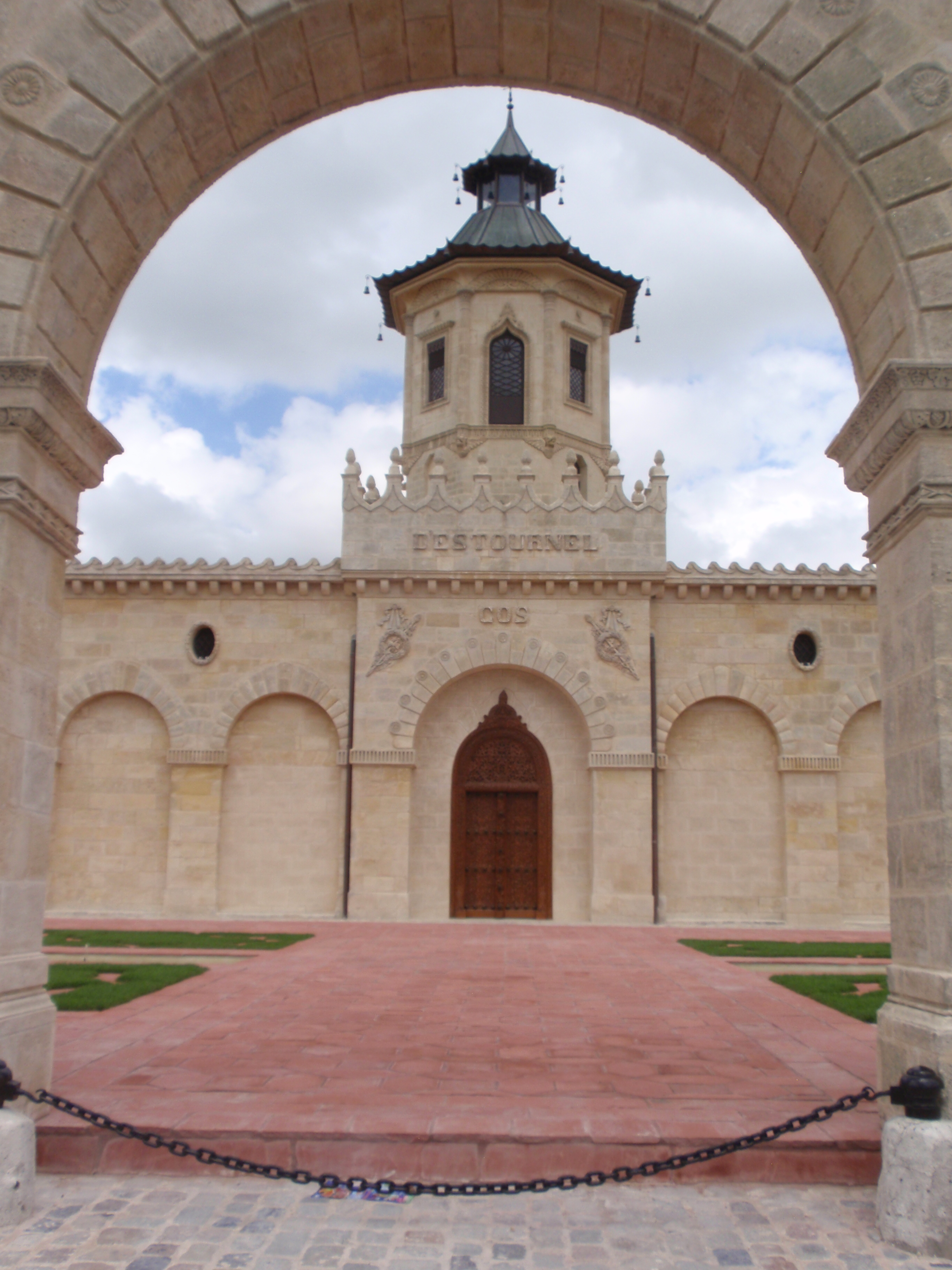
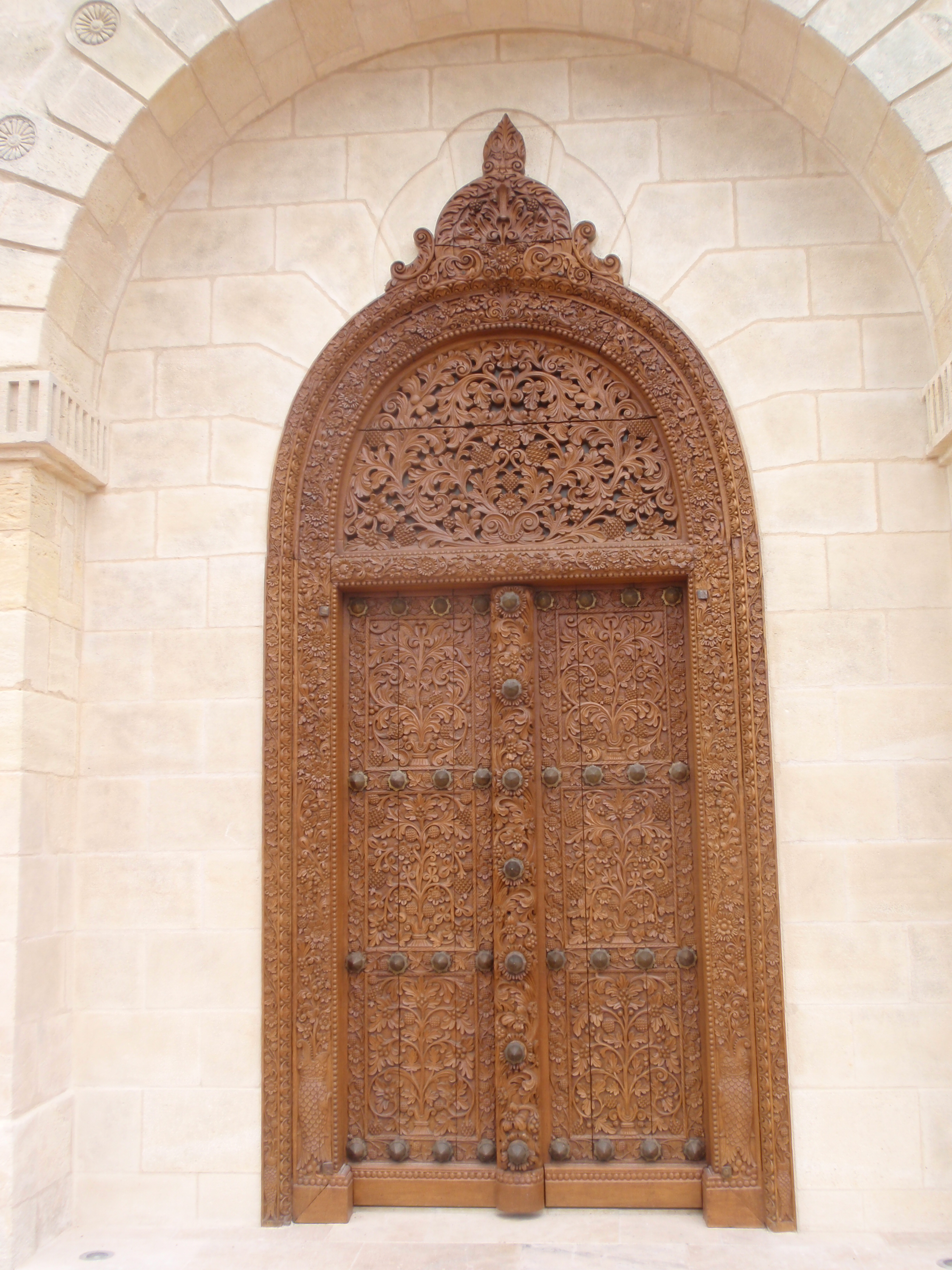
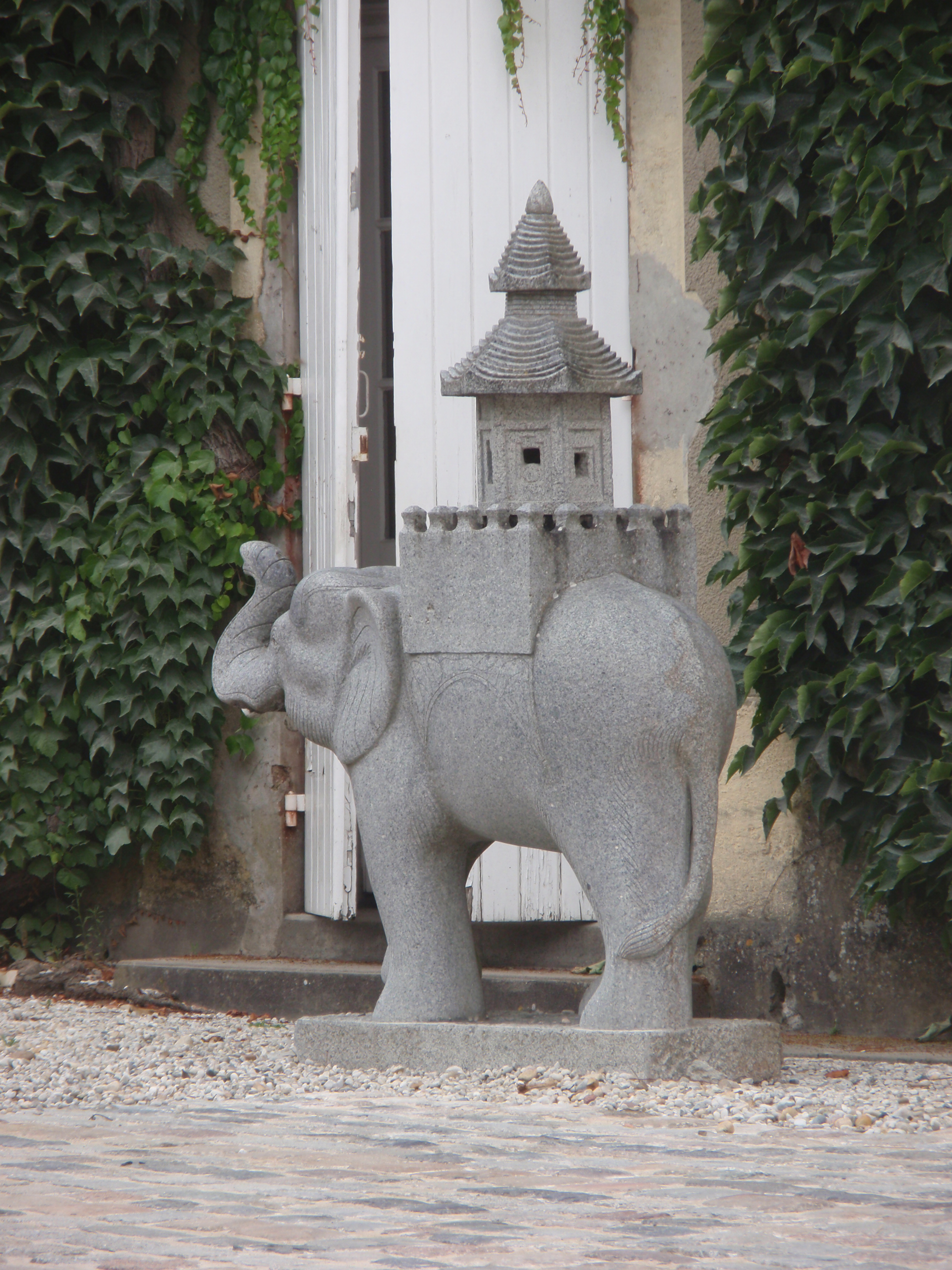
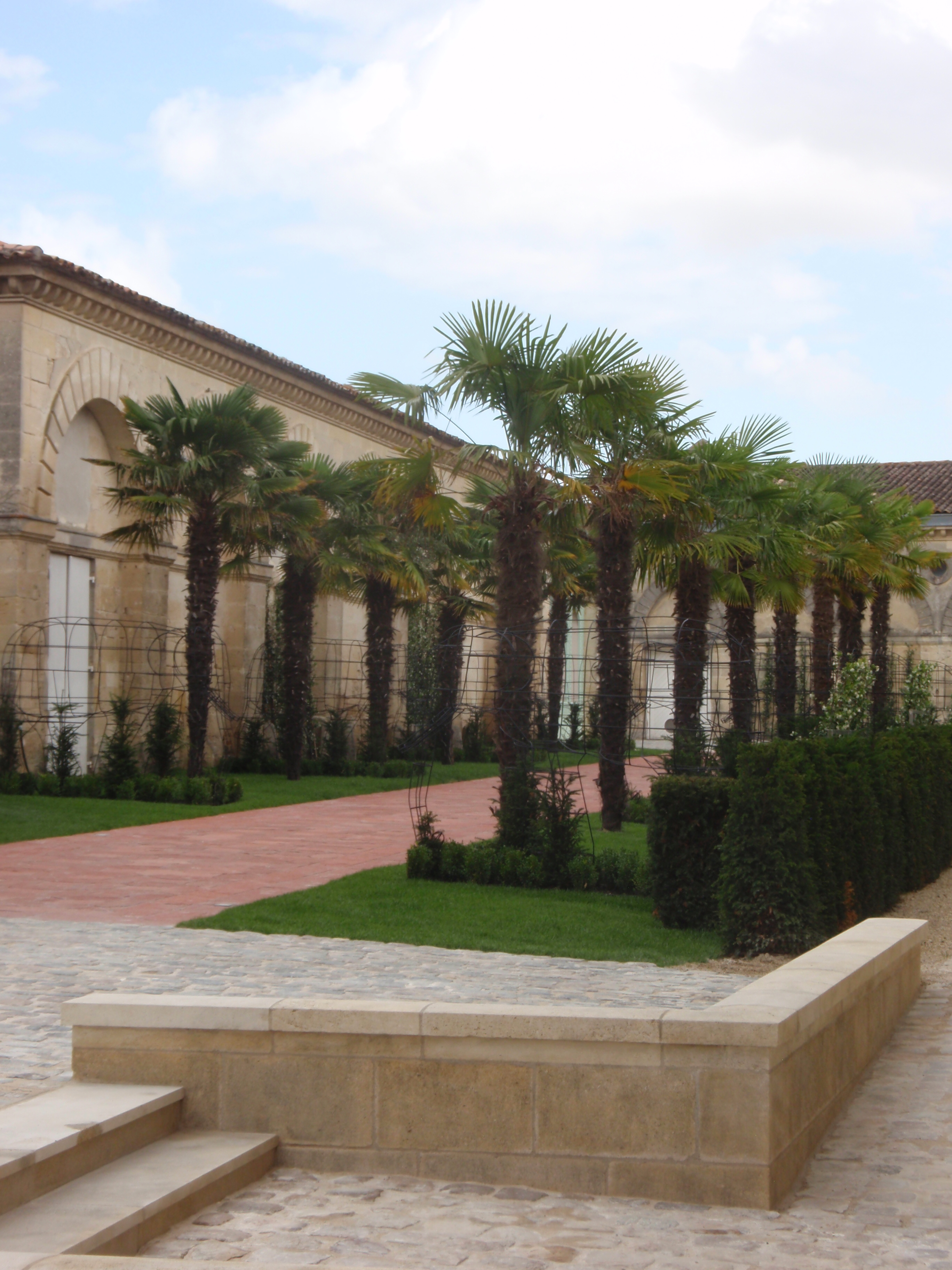